# Oregon Route 451
Az Oregon Route 451 (OR-451) egy oregoni állami országút, amely kelet–nyugati irányban a U.S. Route 20 Malheur-folyótól keletre fekvő elágazásától az út Vale belvárosában található csomópontjáig halad.
A szakasz Vale–West Highway No. 451 néven is ismert.

## Leírás
A szakasz a Malheur-tótól keletre ágazik le a 20-as útról, majd rövid ideig észak felé haladva egy vasúti átjáróhoz érkezik. A Reed Roadnál keletre fordul, majd Vale-t elérve egy újabb átjáró következik, végül újra a 20-as út kereszteződése következik.